# Roberto Rosetti
Roberto Rosetti (n. 18 septembrie 1967, Torino) este un arbitru italian de fotbal retras din activitate.
Rosetti a început să arbitreze în 1983 și a condus primul său meci în Serie A în 1996. A primit licență FIFA în 2002. În afara fotbalului, Rosetti activează ca director de spital.
Roberto Rosetti este cotat printre cei mai buni arbitri din istoria fotbalului, fiind inclus într-o listă specifică publicată de International Federation of Football History and Statistics (IFFHS). S-a retras din activitate după Campionatul Mondial de Fotbal 2010.

## Palmares
- Arbitrul anului în Serie A (4): 2006, 2007, 2008, 2009